# 川根町
川根町（かわねちょう）は、静岡県の中部、榛原郡に位置していた「川根茶」の産地として知られる町である。
2008年（平成20年）4月1日、島田市に編入合併した。現在の住所表記は「島田市川根町」。

## 地理
- 河川：大井川
- 湖沼：野守の池

### 隣接していた自治体・行政区
- 静岡市（葵区）
- 浜松市（天竜区）
- 藤枝市
- 島田市
- 掛川市
- 榛原郡川根本町
- 周智郡森町

## 行政
- 町長：又平琢己

## 経済

### 産業
- 農林水産業 茶・林業

## 地域

### 教育
- 川根町立川根小学校
- 川根町立川根中学校

2007年（平成29年）4月に以下の2校は上の2校に統合された。
- 川根町立笹間小学校
- 川根町立笹間中学校

## 歴史

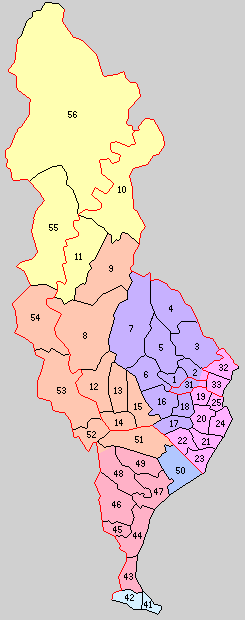
大井川流域の町村制施行時の町村。54が下川根村。（8.志太郡伊久身村 9.志太郡笹間村）

- 1889年（明治22年）10月1日 - 家山村（いえやまむら）、抜里村（ぬくりむら）、葛籠村（つづらむら）が合併し、下川根村として村制施行[2]。
- 1955年（昭和30年）1月1日 - 志太郡伊久身村のうち、旧・身成村の北部と旧・笹間渡村を編入。
  - 2月26日 - 志太郡笹間村を編入。
  - 4月1日 - 町制施行、川根町となる（笹間下の一部を島田市に分割）。
- 2008年（平成20年）4月1日 - 島田市に編入。

## 交通

### 鉄道路線
- 中心となる駅：家山駅
- 大井川鐵道大井川本線：大和田駅 - 家山駅 - 抜里駅 - 川根温泉笹間渡駅

### 道路
- 一般国道
  - 国道473号
- 都道府県道
  - 静岡県道63号藤枝天竜線
  - 静岡県道64号島田川根線
  - 静岡県道265号家山停車場線
- 道の駅
  - 川根温泉

## 名所・旧跡・観光スポット・祭事・催事
- 川根温泉ふれあいの泉
- 桜トンネル
- 天王山古墳